# Michel Bréal

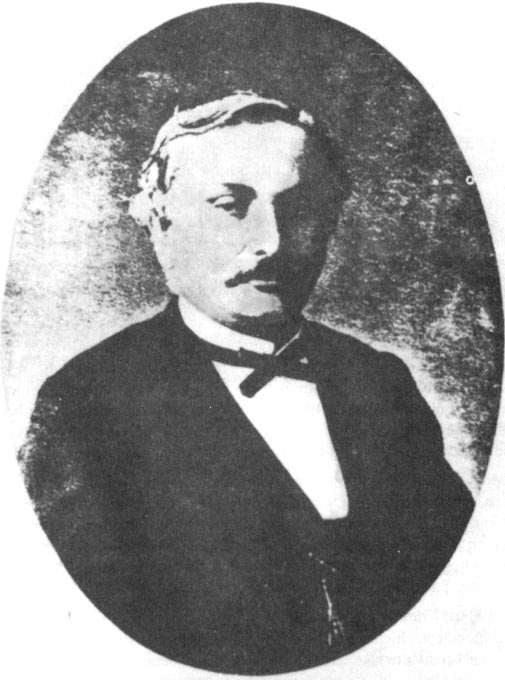
Michel Bréal

Michel Jules Alfred Bréal (Landau, 26 maart 1832 - Parijs, 25 november 1915) was Frans taalkundige, en staat met name bekend als grondlegger van de semantiek.

## Leven
Nadat hij door bijzondere omstandigheden zowel in het Duits als in het Frans lager onderwijs had genoten, doorliep Bréal het Lyceum te Metz, waarna hij in Parijs ging studeren aan de École normale supérieure. Hij vervolgde in 1857 zijn studies gedurende twee jaar te Berlijn bij de taalkundige Franz Bopp. In 1863 promoveerde hij in Parijs en al in 1864 werd hij benoemd aan het Collège de France om daar vergelijkende taalwetenschappen te doceren; in 1868 werd hij ook aan de École pratique des hautes études docent, hetgeen hem beter beviel. In de herfst van 1881 stond hij zijn positie hier echter vrijwillig af ten gunste van de jonge Ferdinand de Saussure. Aan het Collège de France bleef hij tot 1905 verbonden.
Bréal was ook organisatorisch actief: In 1868 werd hij secretaris van de Société de linguistique de Paris; van 1879-1888 was hij Inspecteur général de l’Instruction Publique, belast met het hoger onderwijs.
Michel Bréal was degene die Pierre de Coubertin suggereerde om de marathon als atletiek-onderdeel op te nemen in de Olympische spelen.

## Werk
Vanaf 1868 is Bréal enige jaren bezig geweest om het meerdelige werk van Franz Bopp Vergleichende Grammatik des Sanskrit, Zend, Griechischen, Lateinischen, Litauischen, Gotischen und Deutschen in het Frans te vertalen. Naast historisch-taalkundig werk, zoals zijn uitgave met vertaling van de umbrische Tabulae Iguvinae, en veel artikelen over met name Latijnse etymologie, heeft Bréal zeer veel over diverse aspecten van het het onderwijs geschreven.
Het meest bekend is zijn Essai de sémantique gebeleven. Met dit werk heeft hij de term semantiek internationaal ingang doen vinden. Bréal gebruikte deze term, omdat hij de taal beschouwd wilde zien als middel waarmee iets uitgedrukt wordt, iets betekend wordt (Het woord sémantique is afgeleid van het Griekse sèmainein - betekenen). Het boek bestudeert betekenissen en hun veranderingen, en de psychologische factoren die hieraan ten grondslag liggen.

## Publicaties in boekvorm
- 1862: Étude des origines de la religion Zoroastrienne.
- 1863: Hércule et Cacus, étude de mythologie comparée (Frans proefschrift).
- 1863: De Persicis nominibus apud scriptores graecos (Latijns proefschrft).
- 1866: Grammaire comparée des langues indo-européennes comprenant le sanscrit, le zend, l'arménien, le grec, le latin, le lithuanien, l'ancien slave, le gothique et l'allemand. Tome I. (Vertaling van het werk van Franz Bopp. De andere delen verschenen in respectievelijk 1868, 1869 en 1872; deel V, een index, werd verzorgd door Francis Meunier en verscheen in 1875.
- 1872: Quelques mots sur l’instruction publique en France.
- 1875: Les tables eugubines. Texte, traduction et commentaire, avec une grammaire et une introduction historique.
- 1877: Mélanges de mythologie et de linguistique
- 1881: [(Samen met Auguste Bailly) Leçons de mots. Les mots latins groupés d’après le sens et l’étymologie. Cours intermédiaire.
- 1882: Excursions pédagogiques.
- 1882: (Samen met Auguste Bailly) Leçons de mots. Les mots latins groupés d’après le sens et l’étymologie. Cours élémentaire
- 1882: (Samen met Auguste Bailly) Leçons de mots. Les mots grecs groupés d’après la forme et le sens.
- 1885: (Samen met Auguste Bailly) Leçons de mots. Dictionnaire étymologique latin. Les mots latins groupés d'après le sens et l'étymologie. Cours supérieur.
- 1888: (Samen met Paul-Léonce Person) Grammaire latine élémenaire.
- 1891: De l'enseignement des langues anciennes. Conférences faites aux étudiants en lettres de la Sorbonne.
- 1893: De l'enseignement des langues vivantes. Conférences faites aux étudiants en lettres de la Sorbonne.
- 1893: Causeries sur l’orthographie française.
- 1897: Essai de sémantique: science des significations. De Engelse vertaling vindt men hier.
- 1906: Pour mieux connaître Homère. .